# Sportåret 1844

## Händelser

### Boxning

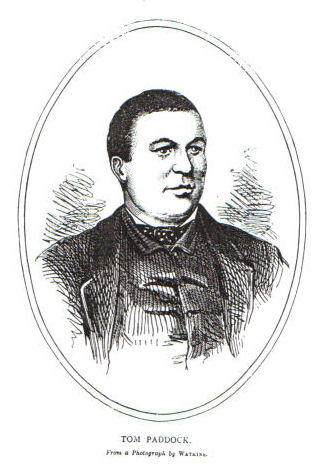
Tom Paddock.

- Ben Caunt behåller den engelska mästerskapstiteln i tungvikt, men inga matcher finns registrerade för honom under året.[1]

- Tom Hyer behåller den amerikanska mästerskapstiteln i tungvikt, men inga matcher finns registrerade för honom under året.[2]

- 29 januari – Tom Paddock besegrar Fred Pearce i Mappleborough Green. Matchen varar i en och en halv timme.[3]

- 27 februari – William Perry besegrar Tass Parker i Horley. Matchen varar i två timmar och 32 minuter över 133 ronder. Parker diskas när han faller utan att ha blivit träffad.[4]

- 3 december – Tom Paddock besegrar Elijah Parsons i Sutton Coldfield. Matchen varar i 22 minuter över 23 ronder.[3]

- 10 december – Harry Broome möter Joe Rowe i Greenhithe. Matchen varar i två timmar och 21 minuter över 81 ronder och slutar oavgjord. Broome behåller därmed sin engelska mästerskapstitel i weltervikt.[5]

- 24 december – Tom Paddock besegrar Sam Hurst nära Redditch. Matchen varar i 25 minuter.[3]

### Cricket
- 24–26 september – Kanada besegrar USA i New York i vad som anses vara den första landskampen i cricket någonsin.[6]

### Lacrosse
- 29 augusti – Den första matchen mellan vita och ursprungsamerikaner spelas i Montreal och vinns av ursprungsamerikanerna.[7]

## Födda

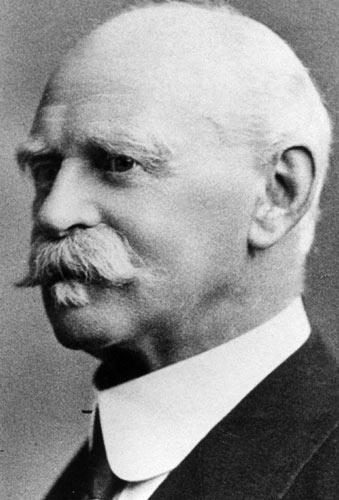
Viktor Balck.

- 25 april – Viktor Balck, svensk gymnastikledare, en av de ursprungliga ledamöterna i Internationella olympiska kommittén[8]

## Bildade föreningar och klubbar
- 23 juni – Turngemeinde Idstein, tysk gymnastikförening[9]